# Защитники (фильм)
«Защи́тники» — российский супергеройский фильм режиссёра Сарика Андреасяна, который рассказывает о команде советских супергероев по аналогии с американскими комиксами о Лиге Справедливости и Мстителях.
Съёмки начались 27 апреля 2015 года, а выход картины состоялся 23 февраля 2017 года. Фильм провалился в российском прокате, но впоследствии окупился за счёт проката в Китае.

## Сюжет
Во время Холодной войны секретная организация, известная как «Патриот», создает команду советских супергероев, изменяя и дополняя ДНК избранных людей, чтобы защищать родину от сверхчеловеческих угроз. В команду входят представители разных национальностей Советского Союза. Арсений (кодовое имя Арсус) может превращаться в огромного, невероятно сильного человека-медведя. Темирхан (кодовое имя Хан) обладает сверхскоростью и владеет парой изогнутых мечей. Лерник (кодовое имя Лер), обладает способностью управлять землей и камнем. Наконец, Ксения может становиться невидимой при контакте с водой.
Программа завершается успешно, в то время как вторая программа под названием «Модуль-1» терпит неудачу. Это побуждает профессора Августа Куратова, создателя «Модуль-1», бежать подальше от советских властей, чтобы продолжить работу над своими экспериментами. Когда военные прибывают, чтобы арестовать его, он взрывает лабораторию «Патриота», но выживает. Он восстанавливает свое поврежденное тело, превращаясь в киборга. Это дает ему возможность вырабатывать электричество и управлять машинами. Он также создает армию своих клонов и намеревается доказать всему миру свою гениальность. После взрыва Арсус, Лер, Хан и Ксения исчезают на долгие годы.
В настоящее время несколько шагающих роботов, используемых в ходе учений, восстают против своих руководителей и убивают их. Это приводит к решению Министерства обороны возродить организацию «Патриот» под руководством майора Елены Лариной и найти пропавших агентов. Она находит Лера, проводящего время в медитации в Армении; Хана, живущего в степях Казахстана; Арсуса в отдаленной хижине на севере Сибири; и Ксению, выполняющую трюки в московском цирке. Их первое задание - совершить налет на лабораторию Куратова на территории заброшенного завода, но они попадают в плен.
Куратов предлагает Защитникам присоединиться к нему, но они отказываются. Это возмущает его, и он запирает троих из них в ловушке магнитного силового поля, а раненого ранее Лера бросает. Позже он отправляется на военный объект в Ногинске, чтобы взять под контроль танки и другую технику, дислоцированную там. Используя их, он начинает вторжение в Москву и готовится использовать Останкинскую башню и башню Федерации для своего проекта «Модуль-2». Он намерен передать сигнал через старый советский спутник, который затем будет отправлен на все остальные спутники, вращающиеся вокруг Земли, и использовать его для захвата контроля над всеми технологиями в мире. Он использует силовое поле для защиты своей башни-маяка и уничтожения нескольких реактивных истребителей, посланных, чтобы остановить его. Когда сотрудник российских вооруженных сил генерал-майор Николай Долгов просит Куратова о вознаграждении за свою помощь, тот его убивает.
Елена освобождает других членов команды из лаборатории Куратова. Она отправляет бывшего соперника Куратова изучать одного из клонов. К несчастью, Куратов выпускает ядовитый газ, чтобы убить его. Арсус и другие Защитники проходят подготовку в лагере «Патриота», им выдают костюмы и оружие.
Защитники отправляются в Москву: Ксения и Арсус продвигаются по улицам, Лер побеждает нескольких солдат, патрулирующих подземную автостоянку, а Хан использует самолет, чтобы попытаться пролететь над силовым полем Куратова. Трое Защитников входят в торговый центр и начинают перебираться через железную решетку, соединяющую его с башней-маяком, но в них стреляют другие солдаты Куратова, находящиеся на другой трубе. Хан прыгает с самолета, раскачиваясь на тросе, чтобы перерезать трубу, в результате чего солдаты Куратова падают.
В то время как другие Защитники пытаются найти способ уничтожить источник питания для маяка Куратова, Ксения хватает источник питания, чтобы замкнуть его. Этот без труда ей удается временно отключить передачу сигналов маяка, в результате чего силовое поле разрушается. Защитники снова сражаются с Куратовым на вершине башни, но не могут победить его. Хан использует свою сверхскорость, чтобы привязать всех Защитников к тросу и прикрепить его к самолету, чтобы сбежать. Куратов вмешивается в управление самолетом, но Хан перерезает трос, и они падают в реку, прежде чем самолет разбивается. 
Выбравшись из реки, они подумывают вернуться к маяку, чтобы уничтожить его и убить Куратова, но появляется Елена и приказывает им этого не делать. Она говорит им, что, будучи сверхлюдьми, они могут объединить свою энергию и высвободить ее в виде взрыва, но это может их убить. Защитники соприкасаются друг с другом и генерируют взрыв энергии, который разрушает башню Куратова и поддерживающие ее небоскребы, в результате чего Куратов падает и разбивается насмерть. Елена говорит, что, хотя Куратов хвастался, что создал Защитников, на самом деле они создали себя сами. Позднее Защитники встречаются с Еленой в восстановленной Москве. Хотя они решили вернуться к своей обычной жизни, они также рассматривают возможность продолжения службы в организации «Патриот». Когда они уходят, Елена говорит им, что они «нашли остальных Защитников». 
В сцене после титров видно, как Елена нападает на солдата после того, как его грузовик останавливается. Когда она задает солдату вопросы, он говорит ей, что некий Феррум послал его с неустановленной миссией.

## В ролях
| Актёр                    | Роль                  |
| ------------------------ | --------------------- |
| Антон Пампушный          | Арсус                 |
| Санжар Мадиев            | Хан                   |
| Себастьян Сисак-Григорян | Лерник «Лер» Оганесян |
| Алина Ланина             | Ксения                |
| Валерия Шкирандо         | Елена Ларина          |
| Станислав Ширин          | Август Куратов        |
| Станислав Коломоец       | Клоны Куратова        |
| Вячеслав Разбегаев       | Николай Долгов        |
| Александр Комиссаров     | Виктор Добронравов    |

## Производство
Идея создания фильма появилась у Сарика Андреасяна в 2013 году. Съёмки начались 27 апреля 2015 года. Авторы были намерены создать франшизу на основе данного фильма и в дальнейшем добавлять новых супергероев. Так, на начальном этапе Андреасян обратился за помощью к президенту группы компаний «Рики» и продюсеру сериала «Смешарики» Илье Попову в целях обсуждения производства мультипликационного сериала. Но вскоре Попов отказался от сотрудничества по причине недостатка материала для создания расширенной вселенной и сомнений по поводу того, что у людей возникнет интерес к фильму.
Фильм вошёл в число 23 кинопроектов, которым была оказана государственная помощь в 2015 году.
Китайский дистрибьютор Turbo Films заключил сделку с создателями фильма на выпуск фильма в Китае под импортной квотой. В рамках этой же сделки будет вестись производство второй части фильма.

### Рекламная кампания
5 апреля 2015 года в сеть был выложен промо-постер фильма с изначальной датой выхода в 2016 году.
15 апреля 2016 года в сеть были выложены концепт-арты фильма.
23 августа 2016 года был выложен первый трейлер фильма. Пользователи Рунета встретили его жёсткой критикой из-за плохой актёрской игры и некачественной компьютерной графики. На Западе же трейлер был встречен не так негативно, в основном шутками.
К премьере фильма режиссёр Сарик Андреасян запустил в социальных сетях флэшмоб с хештегом #яидуназащитников. Как пишет sostav.ru, флэшмоб оказался неудачным, потому что многие пользователи начали использовать хештег для насмешек над фильмом.

## Прокат
Фильм вышел в российский прокат в День защитника Отечества. В первый день он собрал примерно 83 млн рублей, что оценивают как уверенный старт, однако на протяжении уик-энда сборы быстро начали падать. В итоге первый уик-энд «Защитники» закончили на первом месте в российском прокате, но собрали за 4 дня только 213 млн рублей — существенно меньше, чем прогнозировалось. По итогам второго уик-энда сборы «Защитников» упали на 90 % и составили 21 миллион рублей, фильм при этом утратил лидерство в прокате и упал сразу на четвёртое место, по итогам третьего уик-энда — на десятое с 2,6 млн, в четвёртый — 252 тысячи рублей. Таким образом, каждую неделю касса фильма падала примерно на 90 %. По итогам российского проката фильм заработал 273 миллиона рублей (или примерно 4,7 миллиона долларов) — меньше своего бюджета.
Более успешно фильм выступил в зарубежном прокате. По данным Фонда кино, «Защитники» стали самым кассовым российским фильмом 2017 года в зарубежном прокате, заработав в других странах 7,1 миллиона долларов — в полтора раза больше, чем в России. Основным источником стал прокат в Китае, где фильму не удалось выйти в лидеры, но его касса составила более 20,1 миллионов юаней (около 3 миллионов долларов). Таким образом, суммарно российская и зарубежная касса фильма составила около 12 миллионов долларов. Фильм показал кассовый успех, благодаря сборам за рубежом удалось заработать во всём мире $15,94 миллионов (около 950 миллионов рублей).

## Критика
Фильм получил почти исключительно отрицательные отзывы в российской прессе. Среди негативно отозвавшихся были авторы таких изданий, как «Афиша», «Meduza», «Российская газета», «Мир фантастики», «Сноб», «Огонёк», критик Алекс Экслер. По данным сайта «Критиканство», агрегирующего критические обзоры фильмов, на 27 февраля 2017 года кинолента «Защитники» была четвёртым худшим фильмом за всю историю наблюдения. Объектом критики стала вторичность, нелогичный сюжет, непроработанность персонажей, неубедительные диалоги, низкое качество спецэффектов и грима. О «Защитниках» писали: «Насколько это плохо? Максимально. Хуже, чем можно представить», «Никудышные спецэффекты, неуместная музыка, размытые задники, плавающий грим на злодее», «Примитивность сюжета выставляется напоказ, сверкая всеми своими дырами и логическими нестыковками», «Фильм переполнен клише и нелепостями», «Такое ощущение, что создатели гордились, как ловко и как массово они ободрали чужие кинокомиксы». Во многих обзорах картину сравнивали с фильмом «Фантастическая четвёрка» (2015), который также разгромили критики.
Единственный положительный обзор опубликовало издание «Киноафиша», рецензент которого Галина Потапова поставила фильму оценку хорошо (80 из 100), отметив, что российскому супергеройскому кино «надо же с чего-то начинать, и с этой ролью „Защитники“ прекрасно справляются».
В зарубежной прессе фильм также не получил одобрения. Авторы англоязычных изданий, такие как, «The Times of India», «Birth Movies Death» и Mid-Day.com, дали преимущественно негативные оценки. После выхода фильма на DVD в США критики разгромили фильм ещё до начала проката: на февраль 2018 лишь 22 % положительных отзывов на Rotten Tomatoes.
В ноябре 2017 года фильм «Защитники» был назван РИА «Новости» «самым плохим фильмом по версии зрителей» по итогам рейтинга, составленного на основе отзывов с портала КиноПоиск.

## Нереализованное продолжение
Первоначально, задолго до премьеры оригинального фильма и, в случае успеха, было анонсировано продолжение, в котором предполагалось добавить ещё одного супергероя из Китая. О дате выхода второй части ещё не было объявлено. Однако было известно, что продолжение планировали снять именно в Китае для китайских зрителей. Также сообщалось, что, поскольку продолжение будет частично снято в Китае, то в фильме будут некоторые китайские иероглифы.
После провальных кассовых сборов и негативных отзывов в адрес фильма и заявления о банкротстве «Enjoy Movies», режиссёр первой части фильма Сарик Андреасян заявил, что продолжение всё же будет, заявив также, что со своей командой они обсуждают «кого из героев убить». Тем не менее, фильм также будет снят совместно с «Большим кино», также основанном братьями Андреасянами.
17 сентября 2018 года в интервью на телеканале «Дом кино» Андреасян ответил, что он вряд ли снимет продолжение. При этом Андреасян отметил, что понимает причину успеха таких фильмов, как «Последний богатырь» и «Три богатыря». По его мнению, в них скрыт ментальный код, на котором растёт нация. Это не чужеродный материал, в отличие от темы супергероев, которую зритель знает только по американским образцам. Об этом он высказался в интервью с Дудем, после того, когда вызвал последнего на дуэль (в переносном смысле) и дать интервью. 20 декабря 2020 года в интервью «Bubble Comics» Андреасяну был задан вопрос, почему «Защитники 2» так и не вышли, и он объяснил, что сценарий напоминал сценарий фильма «Дэдпул 2».